# Puebladas en Argentina entre 1969 y 1972
Las puebladas en Argentina entre 1969 y 1972, conocido como «el ciclo de azos» fueron una serie de insurrecciones populares sucedidas en ese lapso en varias ciudades del llamado «interior» argentino, todas ellas conocidas con denominaciones terminadas con el sufijo aumentativo «azo».
Argentina estaba por entonces bajo una dictadura cívico-militar autodenominada «Revolución Argentina», la cual era promovida por Estados Unidos bajo la influencia de la Doctrina de la Seguridad Nacional, en el marco de la Guerra Fría. Una de las primeras medidas de esta dictadura fue abolir los partidos políticos con el fin de instalar un régimen autoritario permanente, hecho que eliminó la actividad política y desencadenó una multiplicidad de acciones insurreccionales, entre ellos las puebladas que caracterizaron el período.
Las principales puebladas insurreccionales sucedidas entre 1969 y 1972 fueron: el Ocampazo (enero-abril de 1969), el Correntinazo (mayo de 1969), el primer Rosariazo (mayo de 1969), el Salteñazo (mayo de 1969), el primer Cordobazo (mayo de 1969), el primer Tucumanazo (mayo de 1969), el segundo Rosariazo (septiembre de 1969), el Cipolletazo (septiembre-octubre de 1969), el Choconazo (febrero-marzo 1970), el segundo tucumanazo (noviembre de 1970), el Catamarqueñazo (noviembre de 1970), el segundo Cordobazo o Viborazo (marzo de 1971), el Casildazo (marzo de 1971), el Jujeñazo (abril de 1971), el Rawsonazo (marzo de 1972), el Mendozazo (abril de 1972), el Quintazo (junio de 1972), el Rocazo (julio de 1972), el Animanazo (julio de 1972) y el Trelewazo (octubre de 1972). En el curso de algunas de las mismas fueron asesinados varios manifestantes por las fuerzas represivas de la dictadura.

## Contexto histórico
En 1966 el presidente Arturo Illia fue derrocado por un golpe de Estado que dio inicio a una dictadura autodenominada Revolución Argentina, liderada por el general Juan Carlos Onganía que asumió el gobierno con el beneplácito de los Estados Unidos y de sectores del sindicalismo ligados al peronismo, movimiento político que había estado proscripto desde el golpe de Estado de 1955. Este nuevo gobierno siguió los lineamiento de la reciente Doctrina de la Seguridad Nacional creada por el país norteamericano, para imponer el control militar en los países latinoamericanos, con el fin de combatir al comunismo durante la Guerra Fría. Con el fin de instalar un régimen político autoritario permanente, una de las primeras medidas de la dictadura fue abolir los partidos políticos, por lo que la actividad política se encauzó por vías insurreccionales, que incluyeron organizaciones guerrilleras y movimientos populares focalizados denominados puebladas.
Por esa época también repercutían en el país los movimientos de liberación nacional, como la Guerra de Vietnam, la Guerra de Liberación de Argelia y la Revolución Cubana —uno de cuyos líderes era el argentino Ernesto Che Guevara—, así como movimientos juveniles como el Mayo francés y las luchas antirracistas y antibélicas en los Estados Unidos. 
Durante el mandato del ministro Krieger Vasena  (1966-1969) se aplican una serie de políticas económicas de «racionalizacion» y reducción de costos en los procesos productivos, medidas como el congelamiento salarial hacían proliferar conflictos sociales entre trabajadores organizados y el estado.

## Las puebladas

### Ocampazo
El Ocampazo fue una revuelta social sucedida entre enero y abril de 1969 en la ciudad de Villa Ocampo, Santa Fe. Se trató de una huelga obrera que derivó en una pueblada en defensa de la histórica y principal fuente de trabajo de la ciudad, el Ingenio Arno, el cual, afectado por las medidas económicas de la dictadura, anunciaba su cierre definitivo. En las marchas participó activamente la población, incluyendo a los maestros y al sacerdote de la localidad Rafael Yacuzzi, que fue detenido, junto al secretario general de la CGT de los Argentinos Raimundo Ongaro.

### Correntinazo (mayo de 1969)
El Correntinazo fue un movimiento insurreccional ocurrido el 15 de mayo de 1969 en la ciudad de Corrientes, capital de la provincia del mismo nombre. El mismo se originó en una protesta que venían realizando estudiantes chaqueños y correntinos, a raíz de la privatización del comedor de la Universidad Nacional del Nordeste. En ese marco el movimiento estudiantil realizó una marcha en la ciudad de Corrientes, reprimida por la policía en cuyo transcurso asesina al estudiante de Medicina Juan José Cabral. El asesinato produjo la indignación generalizada de la población, desencadenando una batalla campal contra la policía en toda la ciudad.

### Primer Rosariazo (mayo de 1969)
El primer Rosariazo comenzó el 16 de mayo a raíz de una protesta estudiantil en la Facultad de Medicina de la Universidad Nacional de Rosario. Al día siguiente la policía, al reprimir una manifestación, asesina al estudiante Adolfo Bello. Ante el hecho la Confederación General del Trabajo de los Argentinos decretó el estado de alerta. El 21 de mayo las agrupaciones sindicales y estudiantiles realizaron una marcha de protesta que, al ser reprimida por la policía, derivó en una batalla campal que obligó a las fuerzas de seguridad a replegarse. Los manifestantes ocuparon el rectorado de la Universidad y la sede de transmisión de LT8 Radio Rosario. Durante el curso de la represión fue asesinado el obrero y estudiante Luis Norberto Blanco, de 15 años. Desde la madrugada del 22, la ciudad de Rosario fue declarada «zona de emergencia bajo jurisdicción militar», quedando bajo el mando del general Roberto Fonseca. El 23, un grupo de 38 sindicatos dispuso la realización de un masivo paro industrial, apoyado por una declaración de los sectores de la Iglesia más afines a los grupos obreros. Más de 7.000 personas acompañaron al féretro de Blanco en su procesión hacia el cementerio y los obreros de la Unión Ferroviaria, que había adherido al paro, se manifestaron contra la suspensión de los delegados que tomaron la medida. El conflicto ferroviario se agravaría y desembocaría en el segundo Rosariazo. Cuando el 20 de junio el dictador Juan Carlos Onganía concurrió a la ciudad con motivo del Día de la bandera, la CGT lo declaró «persona non grata».

### Salteñazo (mayo de 1969)
El Salteñazo fue una insurrección popular ocurrida en la ciudad de Salta entre el 21 y el 25 de mayo de 1969. El estallido se inició con una huelga de estudiantes secundarios, que bloquearon con pegamento las puertas de ingreso a los establecimientos educativos para concentrarse en la plaza principal, frente a la casa de gobierno, para exigir la renuncia de Hugo Alberto Rovaletti designado por la dictadura de Onganía para hacerse cargo de los poderes ejecutivo y legislativo de la provincia. Con apoyo sindical y de la población, y armados con naranjas y barricadas, los estudiantes y obreros enfrentaron a la policía y tomaron el centro de la ciudad durante unas horas. Las protestas continuaron con una misa masiva por los tres estudiantes asesinados pocos días antes en el Correntinazo y el Rosariazo y por la noche una marcha de antorchas. Los mujeres que integraban la manifestación ingresaron también al exclusivo club 20 de Febrero, símbolo de la clase alta salteña. Luego de tres días de enfrentamientos, los manifestantes dieron por terminada la pueblada con un acto obrero-estudiantil bajo el lema «Universidad y gobierno para el pueblo».

### Primer Cordobazo (mayo de 1969)
El Cordobazo se produjo desde el 29 hasta el 31 de mayo de 1969 en la ciudad de Córdoba. El primero de esos días, los sindicatos de la industria automotriz (SMATA) y la energía (Luz y Fuerza) convocaron a un paro activo contra la decisión del gobierno de suprimir el sábado inglés (medio día de descanso semanal). Los estudiantes adhirieron y en el transcurso de la misma fue asesinado el obrero mecánico y estudiante Máximo Mena. La indignación popular provocó una reacción masiva de la población, que se adueñó de la ciudad, levantando muros de contención (barricadas) contra la policía, que debió replegarse a sus cuarteles dejando la ciudad en manos de los trabajadores, estudiantes y vecinos enardecidos. El gobierno militarizó la ciudad y envió al Ejército para recuperarla, cosa que hizo en horas de la noche del día siguiente, con un saldo de decenas de heridos y cientos de detenidos.

### Primer Tucumanazo (mayo de 1969)
En un contexto de protestas y crisis terminal de la industria azucarera en la provincia de Tucumán, eje de su economía, debido a la decisión de la dictadura de cerrar once ingenios, el primer Tucumanazo estalló en San Miguel de Tucumán, el 27 de mayo de 1969. Ese día se produjo el movimiento estudiantil y el sindicato de la industria azucarera (FOTIA) convocaron una marcha de Silencio por las muertes de Bello y Cabral, en Corrientes y Rosario respectivamente, a las que sumaron espontáneamente miles de ciudadanos. En la plaza Independencia se inició un enfrentamiento generalizado con la policía provincial, en el que los manifestantes estuvieron a punto de tomar la casa de gobierno y tomaron control efectivo de la ciudad durante toda la noche y la madrugada del día siguiente, cuando la policía recién pudo retomar el control.

### Segundo Rosariazo (septiembre de 1969)
El segundo Rosariazo se desencadenó el 16 de septiembre debido a una serie de huelgas que venía llevando adelante el sindicato ferroviario (Unión Ferroviaria). La dictadura militar había decidido poner a los trabajadores ferroviarios bajo las leyes militares, hecho que llevó a la CGT Rosario -que estaba unificada- a declarar una huelga general con movilización por 36 horas a partir del 16 de septiembre, contando con la adhesión de la Federación Universitaria de Rosario y los partidos políticos. Las gruesas columnas sindicales y juveniles fueron reprimidas por la policía con la intención de dispersarlas, pero la reacción masiva de la población hizo que las fuerzas policiales tuvieran que replegarse y dejar un gran sector de la ciudad en poder de la población. El gobierno nacional dispuso la militarización de la ciudad bajo el mando del coronel Leopoldo Fortunato Galtieri, quien diez años después sería el dictador que comandó la guerra de las Malvinas. El Ejército lograría recuperar la ciudad sólo al día siguiente, luego de toda una noche de combates.

### Cipolletazo (septiembre-octubre de 1969)
Artículo principal: Cipolletazo
El Cipolletazo fue una pueblada que ocurrió entre el 12 y 17 de septiembre de 1969 en la localidad de Cipolletti, provincia de Río Negro. Fue una movilización social que enfrentó al poder político de la provincia de Río Negro cuando intentó remover del cargo de Comisionado Municipal al Dr. Julio Dante Salto quien cuestionó la aprobación de un proyecto para construir un puente sobre el río Negro, a la altura de Paso Córdova, y pavimentar la ruta 6 hasta San Carlos de Bariloche.
A contrapelo de las demás puebladas insurreccionales de la época que se realizaron en el marco de la rebelión de la población contra autoridades de facto impuestas por la fuerza y consideradas no representativas, la revuelta de Cipolletti se trató de una defensa de la población hacia un antiguo intendente constitucional que (tras haberse convertido en comisionado de facto) aún era considerado representativo.
Fueron casi 20 días desde que se decidiera la renuncia de Salto hasta que se resolvió el conflicto institucional y 30 días de movilización y organización popular. El saldo fue la renuncia del gobernador, todo su gabinete y el jefe de policía provincial.

### Choconazo (febrero-marzo 1970)
El Choconazo fue una huelga y ocupación de la obra de la central hidroeléctrica El Chocón, una de las más importantes de la historia argentina, entre el 23 de febrero y el 14 de marzo de 1970. El conflicto había comenzado el año anterior debido a las malas condiciones de seguridad laboral que ya había provocado ocho muertos. Debido a la inactividad del sindicato UOCRA dirigido por Rogelio Coria, cercano al gobierno militar, los obreros de la obra eligieron sus delegados. La empresa y el sindicato los desconoció. El gobierno por su parte detuvo y torturó a dos de los tres delegados elegidos (Antonio Alac, Armando Olivares, Edgardo Torres) y al sacerdote que los apoyaba (Pascual Rodríguez). La policía provincial al mando del gobernador Felipe Sapag y la Gendarmería, con una tropa de 800 hombres armados, cercaron a los obreros y obreras, pero estos impidieron el avance de las mismas con barricadas y la amenaza implícita de utilizar los explosivos que habían quedado en su poder. La población de la ciudad de Neuquén se solidarizó con los huelguistas y les llevaban alimentos. Finalmente las fuerzas represivas aceptaron los reclamos obreros, garantizados por el obispo Jaime de Nevares, uno de los más destacados adherentes a la Teología de la liberación.

### Segundo Tucumanazo (noviembre de 1970)
El segundo Tucumanazo se inició el 10 de noviembre de 1970 y se extendió durante cuatro días, a lo largo de los cuales la población tomó una gran parte de la ciudad de San Miguel de Tucumán. La situación previa al estallido era de gran conflictividad sindical, política y estudiantil. Uno de esos conflictos estaba relacionado por la insuficiencia del presupuesto e instalaciones del comedor estudiantil de la Universidad Nacional de Tucumán. La escalada del conflicto por el comedor llevó a los estudiantes de la Federación Universitaria de Tucumán (FUT) a tomar la decisión el 10 de noviembre, de cortar las calles en esquinas del comedor. La represión policial fue rechazada por los estudiantes con apoyo de los sindicatos —especialmente la FOTIA— y la población, recurriendo a bombas molotov, palos, piedras y barricadas, generalizando los enfrentamientos por toda la ciudad. La pueblada escaló aún más debido al paro general nacional de 48 horas decretado por la CGT, los días 12 y 13 de noviembre. Los manifestantes llegaron a tener control de un gran sector de la ciudad, estimado entre 64 y 90 manzanas. El último foco de conflicto se ubicó en el barrio de San Cayetano, recuperado finalmente por la policía atacando indiscriminadamente a los vecinos y destruyendo sus casas como escarmiento por el apoyo brindado al levantamiento. El segundo Tucumanazo provocó la renuncia inmediata del rector de la Universidad, Rafael Paz y tres meses después del interventor militar de la provincia, Carlos Imbaud.

### Catamarqueñazo (noviembre de 1970)
El Catamarqueñazo fue una pueblada realizada en la ciudad de San Fernando del Valle de Catamarca, capital de la provincia el 17 de noviembre de 1970. El conflicto social se había incrementado en las semanas anterior y en ocasión de la huelga general nacional de 36 horas decretada por la CGT para los días 12 y 13 de noviembre, los principales dirigentes sindicales de la provincia habían sido detenidos desencadenando una violenta protesta popular hasta que los detenidos fueron puestos en libertad, ese mismo día. El Catamarqueñazo se inició el día 17 de noviembre, a raíz de una huelga iniciada ese día por la policía provincial. Las fuerzas sindicales, juveniles y políticas se solidarizaron con los policías en huelga y una gran manifestación popular se dirigió a tomar la casa de gobierno, protegida por la Policía Federal y la Gendarmería que dispararon sobre la multitud asesinando a la joven María Ester Pacheco de 19 años y al niño Mario Agüero de 14 años.

### Segundo Cordobazo o Viborazo (marzo de 1971)
El segundo Cordobazo o Viborazo fue una insurrección popular en Córdoba Capital realizada los días 12 y 13 de marzo de 1971, que causó la renuncia del recientemente designado gobernante de facto de la provincia de Córdoba, el político conservador José Camilo Uriburu e influyó en la caída del dictador Roberto Marcelo Levingston. Tomó el nombre de Viborazo debido a que Uriburu solía referirse a los movimientos populares de resistencia contra la dictadura con la figura de una «serpiente venenosa» a la que él le iba a cortar la cabeza de un solo tajo.
El movimiento comenzó con una huelga general contra el interventor, declarada por la CGT Córdoba. En pocas horas la población, con el protagonismo del sindicalismo y el movimiento estudiantil, tomaron control de unas 500 manzanas de la ciudad, con barricadas, fogatas, incendios, saqueos y enfrentamientos las policías provincial y federal. La represión estuvo dirigida por el general Alcides López Aufranc y contó con la participación de la Brigada Antiguerrillera al mando del comisario Alberto Villar. Esa misma noche el interventor Uriburu dio por finalizado el conflicto y felicitó a las fuerzas de seguridad por «desalojar a la víbora del barrio Clínicas». Pero al día siguiente la insurrección alcanzó tal nivel, que el interventor se vio obligado a renunciar. Al día siguiente, el tradicional diario local La Voz del Interior, haciendo uso del afamado humor cordobés, publicó una caricatura que mostraba una víbora comiéndose al interventor Uriburu. Una semana después un golpe interno dirigido por el general Alejandro Agustín Lanusse derrocó también a Levingston, dando inicio a un camino de salida electoral, que concluiría con las elecciones del 11 de marzo de 1973.

### Casildazo (marzo de 1971)
El Casildazo fue una pueblada ocurrida en la ciudad de Casilda en la provincia de Santa Fe en marzo de 1971. El estallido se originó en el desborde debido a las lluvias del arroyo Candelaria en febrero de 1971, inundando la ciudad y sus barrios periféricos, incluyendo las fábricas. El desastre natural impulsó la organización de los vecinos para ayudar a los damnificados y recuperar la ciudad. La población se organizó comisiones de ayuda integrada por empresarios, empleados y obreros, bomberos voluntarios, la
policía local, funcionarios municipales, etc. Promediando el mes de marzo los empresarios asumieron la
representación de la población frente a los funcionarios del municipio, excluyendo intencionalmente a la representación sindical. La decisión de marginar a los sindicatos desencadenó una gran movilización obrera que tomó la municipalidad e incendió sus instalaciones, procediendo luego a atacar la nueva terminal de micros, la parroquia San Roque y la Liga de Madres de Familia. Ante el desborde de la policía local, fueron enviados refuerzos que reprimieron la insurrección sindical y quedando detenidos varios militantes. En respuesta la CGT local se reunió para analizar las medidas a tomar, momento en el cual la policía irrumpió, hiriendo a varios dirigentes sindicales. La CGT declara entonces la huelga general por tiempo indeterminado, quedando la ciudad paralizada y como territorio de enfrentamiento entre los obreros con la policía.

### Jujeñazo (abril de 1971)
El Jujeñazo fue una insurrección popular realizada el 21 de abril de 1971 en la ciudad de San Salvador de Jujuy, capital de la provincia de Jujuy. El estallido se inició a raíz de una manifestación de protesta por la carestía de la vida, organizada por la Comisión de Coordinación de Resistencia a la Carestía de la Vida, en la que participaron varios sindicatos, estudiantes secundarios y ciudadanos en general. La represión de la marcha por la policía, llevó a un enfrentamiento generalizado, en el curso del cual la policía empujó a los manifestantes hacia la zona del puente Lavalle, único paso que conectaba las dos márgenes del Xibi Xibi o río Chico, que atraviesa la ciudad. Los manifestantes tomaron entonces el puente y construyeron barricadas sobre el mismo, excluyendo a las fuerzas policiales de todo ese lado de la ciudad.

### Rawsonazo (marzo de 1972)
El Rawsonazo fue una acción masiva de la población de Rawson, capital de la provincia del Chubut, realizada el 29 de marzo de 1972, durante la cual la población de la ciudad la exigió al funcionario que había usurpado el poder en la provincia, responder un memorial escrito con quince preguntas relacionadas con sus derechos, dándole un plazo de cuatro días, inmediatamente después de finalizada la Semana Santa. El petitorio fue entregado por una manifestación integrada por comerciantes, empleados públicos, profesionales, estudiantes, vecinos, apoyados por una caravana de automóviles y el cierre de todos los comercios. Las quince preguntas estaban referidas a la situación de ciertas obras públicas, la falta de determinadas partidas en el presupuesto, la demora en licitar el primer canal de televisión con que contaría la ciudad, la realización de obras innecesarias, la reducción de las tasas de interés en los créditos hipotecarios del banco público nacional y las razones del traslado de la Comisión Nacional de Energía Atómica. El gobierno dictatorial respondió a las exigencias mediante una conferencia de prensa realizada el sábado 1 de abril, que fue examinada en detalle, ese mismo día por una asamblea popular que consideró que el gobierno dictatorial había aceptado todos sus reclamos. El Manifiesto del Rawsonazo forma desde entonces parte de la cultura democrática de esa provincia.

### Mendozazo (abril de 1972)
El Mendozazo fue una insurrección social iniciada el 4 de abril de 1972 en la ciudad de Mendoza, capital de la provincia homónima y zonas aledañas, que se extendió durante cuatro días. El estallido se originó en una enorme manifestación antes la casa de gobierno provincial realizada el día 2 de abril, convocada por la Coordinadora No Pague La Luz, para oponerse a un aumento del 300% en las tarifas de electricidad que había dispuesto la dictadura que en ese momento gobernaba el país. La respuesta de Francisco Gabrielli, histórico dirigente del Partido Demócrata (conservador), fue prohibir las manifestaciones en la provincia. Dos días después debía llevarse a cabo la huelga general en todo el país que había declarado la CGT. En Mendoza la huelga general obró como catalizador de todos los conflictos sociales que se venían acumulando en la provincia. Los obreros de la CGT, las maestras que estaban en huelga y no habían iniciado las clases, los estudiantes universitarios y secundarios, ocuparon las calles de la ciudad y respondieron con piedras y barricadas a la represión ordenada por Gabrielli, que causó cientos de heridos y la muerte del canillita Ramón Quiroga. La incapacidad de Gabrielli para retomar el control de la ciudad fue tal que hasta la propia casa de gobierno fue atacada por los manifestantes. Esa misma noche la junta militar en el poder declaró a Mendoza «en emergencia» y echó a Gabrielli.
Pese a la gravedad de la protesta, la dictadura decidió mantener el aumento de las tarifas eléctricas. Al día siguiente (5 de abril) la CGT local decretó la huelga general que tuvo acatamiento masivo, pese a que debido a la censura no fue difundida por los medios de comunicación masivos. Una multitud se movilizó para hacerse presente el entierro de Ramón Quiroga y los enfrentamientos se extendieron a los departamentos de Guaymallén y Las Heras, que fue declarada por los insurrectos zona liberada. Ese día murió de un tiro en la cara la comerciante Susana Gil de Aragón. Los combates continuaron los días 6 y 7 de abril, con la ciudad y sus alrededores en penumbras por la destrucción del alumbrado público y en gran parte bajo el control de los manifestantes. Este último día fue asesinado también el estudiante Luis Mallea, de 18 años. Ante la imposibilidad de controlar la situación, la dictadura decidió esa noche anular el aumento de las tarifas eléctricas.

### Marplatazo (junio de 1972)
El Marplatazo fue una insurrección social iniciada el 13 de junio de 1972 en la ciudad de Mar del Plata, Provincia de Buenos Aires, que se extendió hasta el día siguiente. El estallido fue un a derivación del asesinato de la estudiante Silvia Filler, por parte del grupo terrorista CNU con participación policial, así como las movilizaciones y actos represivos de se derivaron del mismo. La pueblada se inició con una huelga general decretada por la Confederación General del Trabajo de la República Argentina, que contó con el apoyo activo del movimiento estudiantil.
Las manifestaciones del 14 de junio alcanzaron una masividad inédita, incorporando a las protestas a gran cantidad de jóvenes que nunca se habían movilizado contra la dictadura, así como un alto nivel de desafío a la autoridad de los militares, que habían desplegado tropas y blindados. Hubo decenas de heridos y más de 100 detenidos durante la jornada.

### Tercer Tucumanazo o Quintazo (junio de 1972)
El Quintazo fue el tercer tucumanazo sucedido en la ciudad de Tucumán, capital de la provincia del mismo nombre entre 1969 y 1972. En el curso de la misma fue asesinado por la policía el estudiante Víctor Villalba. La pueblada se inició el 21 de junio de 1972 y se extendió durante una semana hasta el 27 de junio. El estallido se originó en la confluencia del paro activo realizado el 21 de junio por el Frente Estatal que agrupaba a los sindicatos del sector público y una movilización estudiantil contra la falta de plazas en el comedor universitario. La represión indiscriminada produjo la insurrección de los estudiantes que tomaron y se instalaron en varios edificios universitarios, entre ellos la Quinta Agronómica -nombre con que se conocía la Facultad de Agronomía de la Universidad Nacional de Tucumán-, que se convertiría en el epicentro del movimiento y daría nombre a la insurrección. Los vecinos de la Quinta apoyaron activamente a los estudiantes y numerosos trabajadores se sumaron a las protestas. La CGT local apoyó la insurrección y declaró un paro general luego del crimen de Villalba. Luego de varios días de combates, intervino el Ejército, militarizando la ciudad e intimando a los estudiantes a rendirse a cambio de ser inmediatamente liberados. Pese a la rendición de los estudiantes, los mismos fueron detenidos en un campo de concentración instalado en el Club Central Córdoba. La investigación del homicidio de Villalba fue cerrada en 1977, con el argumento de que había sido cometido por autores desconocidos", pese a las pruebas existentes en la causa. La pueblada produjo la renuncia del rector de la Universidad de Tucumán y de los decanos de todas sus facultades.

### Rocazo (julio de 1972)
El Rocazo fue una insurrección popular realizada en la ciudad de General Roca, en la provincia de Río Negro que se inició el 4 de julio de 1972, sin una fecha clara de finalización. El estallido fue originado por la decisión del gobernante militar de facto de la provincia, general Roberto Requeijo, de crear un juzgado en la ciudad de Cipolletti, reduciendo así el departamento judicial de Roca. La decisión produjo una gran preocupación en todas las fuerzas vivas de la ciudad y el intendente Fermín Oreja convocó a una asamblea para tratar el tema, que se realizó el 3 de julio. Atemorizado por la cantidad de gente que asistió, el grado de malestar y una propuesta de realizar una huelga general, Oreja dio por terminada la asamblea y renunció. El hecho indignó a los asistentes, entre quienes se encontraban los profesionales, empresarios y políticos más influyentes de la ciudad. La Cámara de Agricultura Industria y Comercio (CAIC-GR) y el Colegio de Abogados de General Roca convocó entonces a una asamblea popular en el distinguido Club el Progreso, a la que asistió una enorme multitud representativa de todas las organizaciones políticas, profesionales, sindicales, estudiantiles y barriales de la ciudad. La asamblea decidió tomar la municipalidad vacante, hecho que logró luego de enfrentar a la policía. Una vez dentro de la municipalidad la asamblea designó una Comisión Provisoria integrada por un miembro de cada una de las organizaciones y partidos políticos y emitió el Decreto Nº 1, declarando que el pueblo de General Roca había “retomando su soberanía” y convocaba a la población a luchar por la destitución del gobernador militar Requeijo.
Las fuerzas militares rodearon la ciudad y pactaron con la Comisión Provisoria la entrega del edificio municipal, procediendo en los días siguientes a detener a los miembros de la Comisión Provisoria y los militantes que estaban organizando la pueblada. Fueron enviados más de 2.000 agentes de seguridad para controlar una ciudad de 30.000 habitantes. Pese a ello, la Comisión Provisoria siguió actuando en la clandestinidad y difundiendo sus instrucciones por una radio clandestina nombrada Roca Libre. La población respondió indignada ante las detenciones y la participación del interventor Requeijo, atacando a las fuerzas militares y policiales y construyendo barricadas.
La escalada en los actos de violencia, obligó a los funcionarios nacionales de la dictadura a intervenir y negociar la libertad de todos los detenidos. El 9 de julio, Día de la Independencia Nacional, coordinada por la Comisión Provisoria, la población concurrió a los actos oficiales para dar —literalmente— la espalda al paso del desfile militar. Terminado el acto oficial la Comisión Provisoria realizó un acto alternativo, al que concurrieron más de 10.000 personas, virtualmente toda la población en condiciones de movilizarse de la ciudad, que finalizó en la plaza central arriando la bandera nacional que habían izado los militares, para volverla a izar, esta vez en nombre del pueblo.

### Animanazo (julio de 1972)
El Animanazo fue una pueblada que tuvo como epicentro el pueblo de Animaná en la provincia de Salta iniciada en la noche del 18 de julio de 1972. El conflicto se originó en la falta de pago durante varios meses de los salarios de los obreros vitivinícolas de Bodegas Animaná, de la que vivía la mayor parte del pueblo. Esa noche la población se reunió en asamblea y decidió ocupar la bodega para exigir su expropiación y ocupó la Municipalidad, eligiendo como intendente al sindicalista Inocencio Ramírez. Al día siguiente la población instaló una barrera en la Ruta Nacional 40, para cobrar un «impuesto de paso» destinado a la compra de alimentos para las familias pobres del pueblo y para sostener la insurrección. La dictadura no reprimió de inmediato la pueblada y abrió negociaciones con la población. Mientras las conversaciones se desarrollaban, fueron detenidos los líderes del movimiento, los sindicalistas Inocencio Ramírez y Pablo Ríos. El hecho generó una nueva insurrección popular el 9 de agosto en el que toda la población se declaró corresponsable de los hechos, cerró todos los establecimientos y comercios y marchó hacia Cafayate, encabezados por el secretario general de la CGT y el abogado Julio Mera Figueroa, para exigir la libertad de los detenidos, lo que lograron al día siguiente. Inspirados en el Animanazo, Armando Tejada Gómez y César Isella compusieron por entonces la canción «Fuego en Animaná», cuya primera grabación fue interpretada por Isella y Los Trovadores en el álbum A José Pedroni, editado ese mismo año. Los hechos han sido recogidos también en el documental Donde hubo fuego (2016) de Santiago Álvarez, Carlos Muller y Ricardo Bima.

### Trelewazo (octubre de 1972)
En la madrugada del 11 de octubre, el V Cuerpo de Ejército desplegó unidades situadas en Puerto Pirámides, Puerto Madryn, Trelew y Rawson, al operativo «Vigilante», deteniendo sin orden judicial a dieciséis personas trasladándolas a la Base Aeronaval Almirante Zar, y posteriormente a la Cárcel de Devoto. Dicho operativo implicó el allanamiento y requisa repentino de cientos de hogares entre las cinco y 10 de la mañana, bloqueandose las rutas de acceso a las ciudades del noroeste de Chubut y realizándose registro minucioso de vehículos que circulaban alrededor de la zona
El Trelewazo fue una pueblada sucedida el 11 de octubre de 1972 en la ciudad de Trelew, provincia del Chubut. El origen del estallido fue la decisión de la dictadura «castigar» a las ciudades chubutenses, por el apoyo brindado a los guerrilleros que se habían fugado del penal de Rawson el 15 de agosto anterior, allanando y deteniendo personas sin orden judicial. Se llamó la Operación Vigilante. Apenas ocho semanas antes, la dictadura había asesinado a los guerrilleros que no lograron fugarse, en la Masacre de Trelew. La indignación de la población tomó la forma de una marcha que finalizó en una gran Asamblea del Pueblo, con el fin de negociar con la dictadura la libertad de los detenidos. Durante varios días de conversaciones, movilizaciones y huelgas, fueron liberado los 18 chubutenses detenidos. En 2010, el Concejo Deliberante de Trelew, declaró el 11 de octubre como el «Día de la Asamblea del Pueblo». Cuarenta años después de los hechos se estrenó en el Espacio INCAA km 1460, el documental Prohibido Dormir, realizado por los trelewenses Paula Bassi y Diego Paulí y se colocó una placa conmemorativa en frente del Teatro Español.